# Charles Manring
Charles David Manring (Cleveland, 18 de agosto de 1929-Bethesda, 7 de agosto de 1991) fue un deportista estadounidense que compitió en remo como timonel. Participó en los Juegos Olímpicos de Helsinki 1952, obteniendo una medalla de oro en la prueba de ocho con timonel.

## Palmarés internacional
| Juegos Olímpicos | Juegos Olímpicos     | Juegos Olímpicos | Juegos Olímpicos |
| Año              | Lugar                | Medalla          | Prueba           |
| ---------------- | -------------------- | ---------------- | ---------------- |
| 1952             | Helsinki (Finlandia) | Medalla de oro   | Ocho con timonel |